# 北郡信用組合
北郡信用組合（きたぐんしんようくみあい）は、山形県村山市に本店を置く信用組合。略称は「きたしん」である。北郡とは、北村山地方及び最上地方の全域を指す言葉であり、当該地区唯一の信用組合である。なお、セブン銀行ATM利用時の手数料は全時間帯、有料である。

## 沿革
- 1952年10月 設立。
- 1980年8月 本店を現在地に新築移転
- 1990年12月 サンデーバンキングスタート
- 1998年2月 共同オンラインスタート
- 2002年9月 創立50周年式典
- 2007年5月 第5次オンラインシステムスタート
- 2008年2月 研修所開設
- 2015年5月 第6次オンラインシステムスタート
- 2016年5月 天童西支店開設

## 店舗展開
山形県内陸北部（村山市、東根市、天童市、尾花沢市、北村山郡大石田町、新庄市、山形市、最上郡、西村山郡河北町）が営業地域。
- 村山市 - 本店、河西支店
- 東根市 - 東根支店、神町支店、東根温泉支店
- 尾花沢市 - 尾花沢支店
- 新庄市 - 新庄支店
- 天童市 - 天童支店、天童西支店
- 河北町 - 谷地支店
- 大石田町 - 大石田支店